# 拉古纳伍兹 (加利福尼亚州)
拉古纳伍兹（英語：Laguna Woods），是美国加利福尼亚州橙縣下属的一座城市。建市于1999年3月24日，面积大约为3.12平方英里（8.1平方公里）。根据2010年美国人口普查，该市有人口16,192人。